# Rokometni klub Zagorje
Rokometni klub Zagorje je  ženski rokometni klub iz Zagorja ob Savi, ki domače in mednarodne tekme igra v športni dvorani Zagorje ob Savi, s kapaciteto 800 gledalcev. Klub je bil ustanovljen je bil leta 1953.

## Ime kluba
- 1953–1980 RK Proletarec Zagorje
- 1981–1992 Rokometni klub Zagorje-Izlake
- 1992–2009 RK Zagorje
- 2009–2010: RK Zagorje GEN-I
- 2010–2015: RK GEN-I Zagorje
- 2015–2019: RK Zagorje
- 2019–: RŽK Zagorje